# ام۸۲ ایکس-۱
ام۸۲ ایکس-۱ یک ستاره است که در صورت فلکی خرس بزرگ قرار دارد.